# 水科古墳群
水科古墳群（みずしなこふんぐん）は、新潟県上越市三和区水科にある古墳群（群集墳）。国の史跡に指定されている。

## 概要
本古墳群は、高田平野の東端にあり、飯田川の形成する扇状地に位置している。1975年（昭和50年）に確認調査と発掘調査が行われ、群集墳のあり方をよく示しているということから国の史跡に指定されている。現在は史跡公園になっており、石室内部を観察できるようになっている。

## 規模・形状
周りは水田化されて、古墳の破壊が激しく、墳丘や石室の上半分がなくなっていたが、34基の石室が確認された。そのうち9基について調査が行われている。周濠の規模から推定し、径7～10メートルの古墳が多かったとみられている。第21号墳では葺石が葺かれてはいたが、墳丘の周り全体にではなく、後側約4分の1は葺かれていない。

## 埋葬施設・副葬品
古墳の石室はすべて無袖形横穴式石室で、石室の長さは4、5メートル前後が最も多く、8.6メートルのものが最も長い。石室幅は0.7～1メートルが多く、中には玄門部での幅が36センチメートルの古墳もあった。その他に長さ1～1.5メートル、幅0.3～0.5メートルで、超小型の横穴式石室が6基確認されている。副葬品はなかった。副葬品は、直刀、刀子、玉類（勾玉・管玉・切子玉・棗玉（なつめたま）・ガラス小玉）、金環、銀環、須恵器などである。

## 文化財

### 国の史跡
- 水科古墳群 - 1976年（昭和51年）5月6日指定[1]。

## ギャラリー

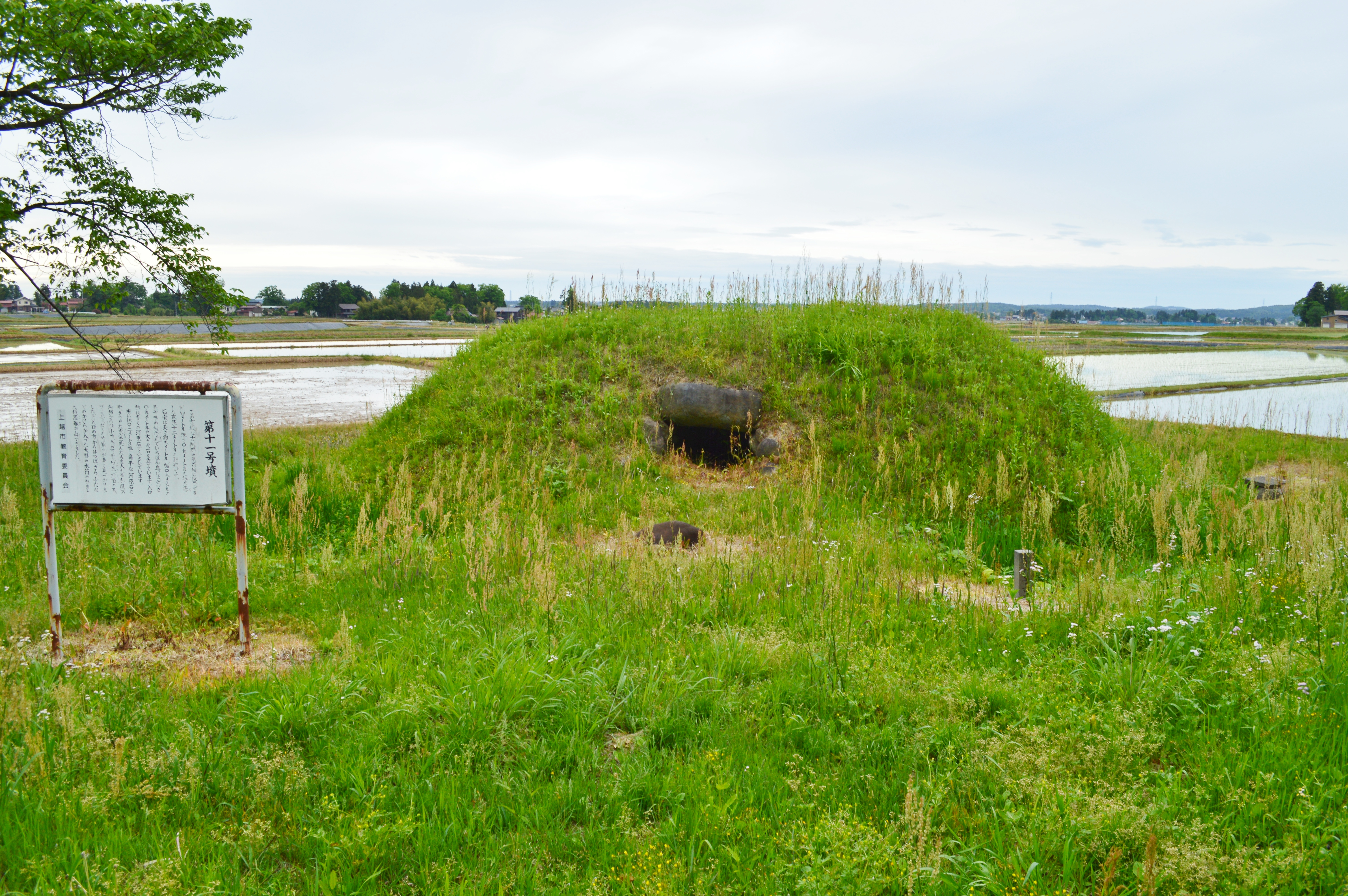
11号墳
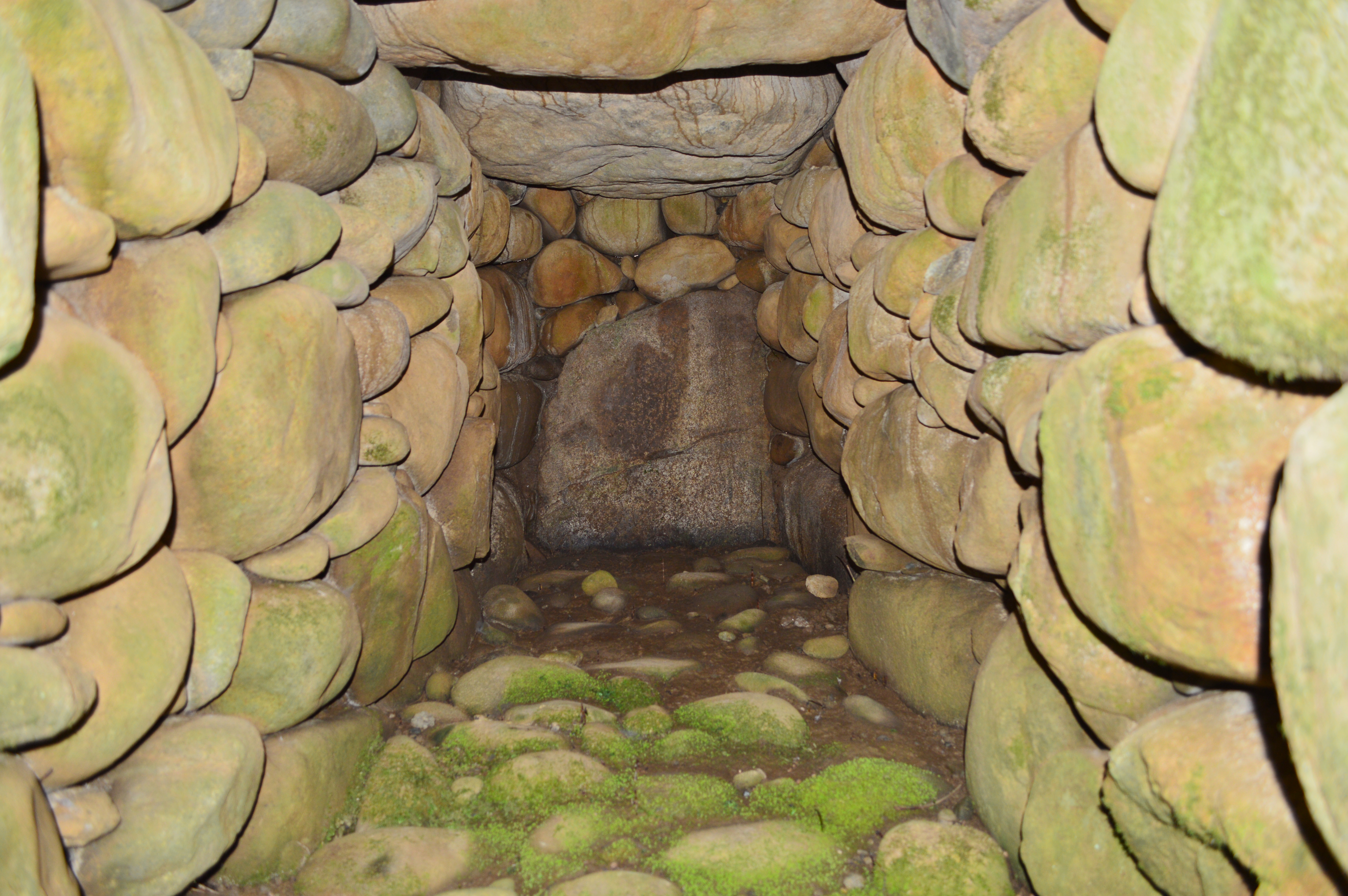
11号墳 石室
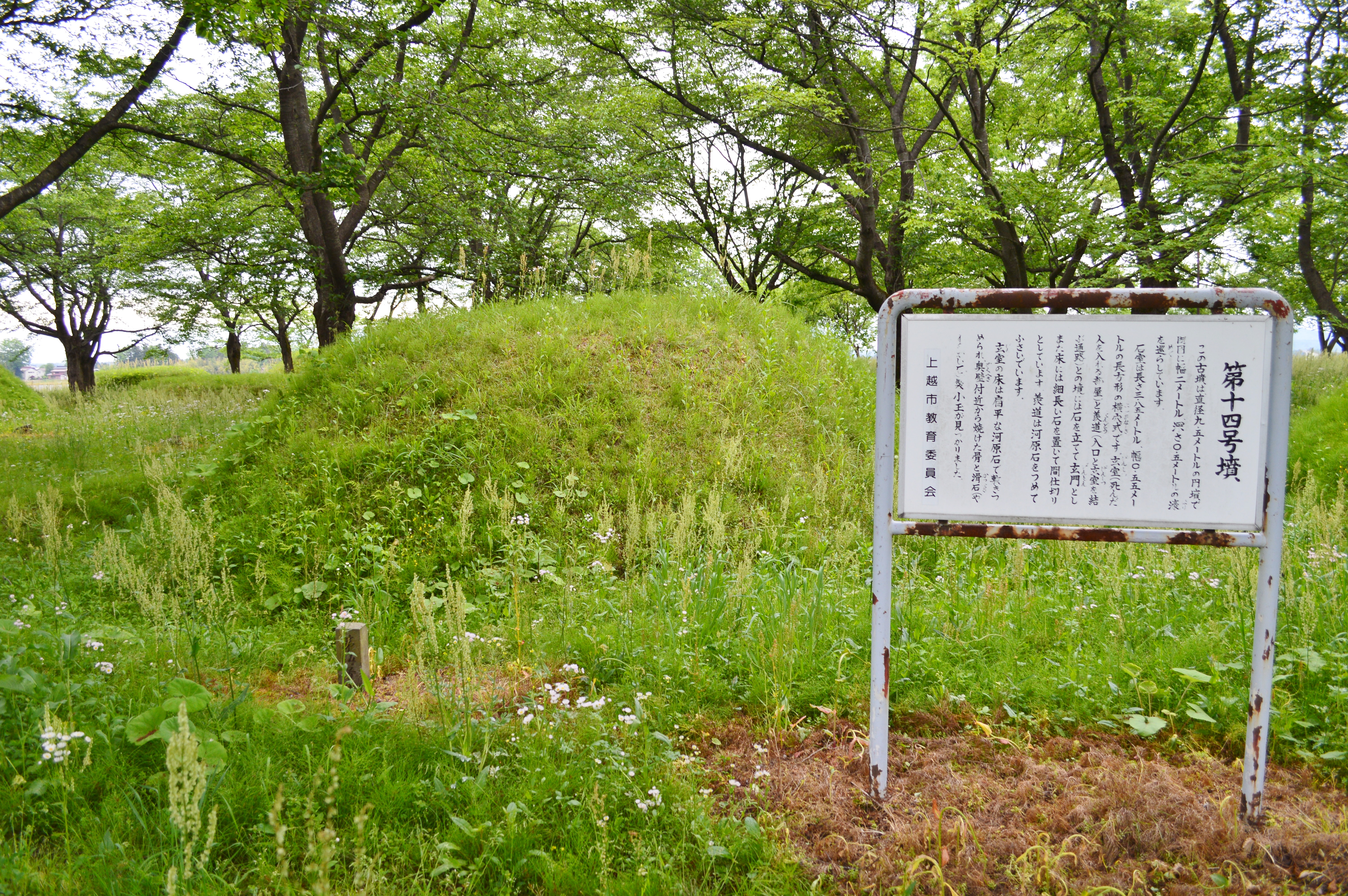
14号墳
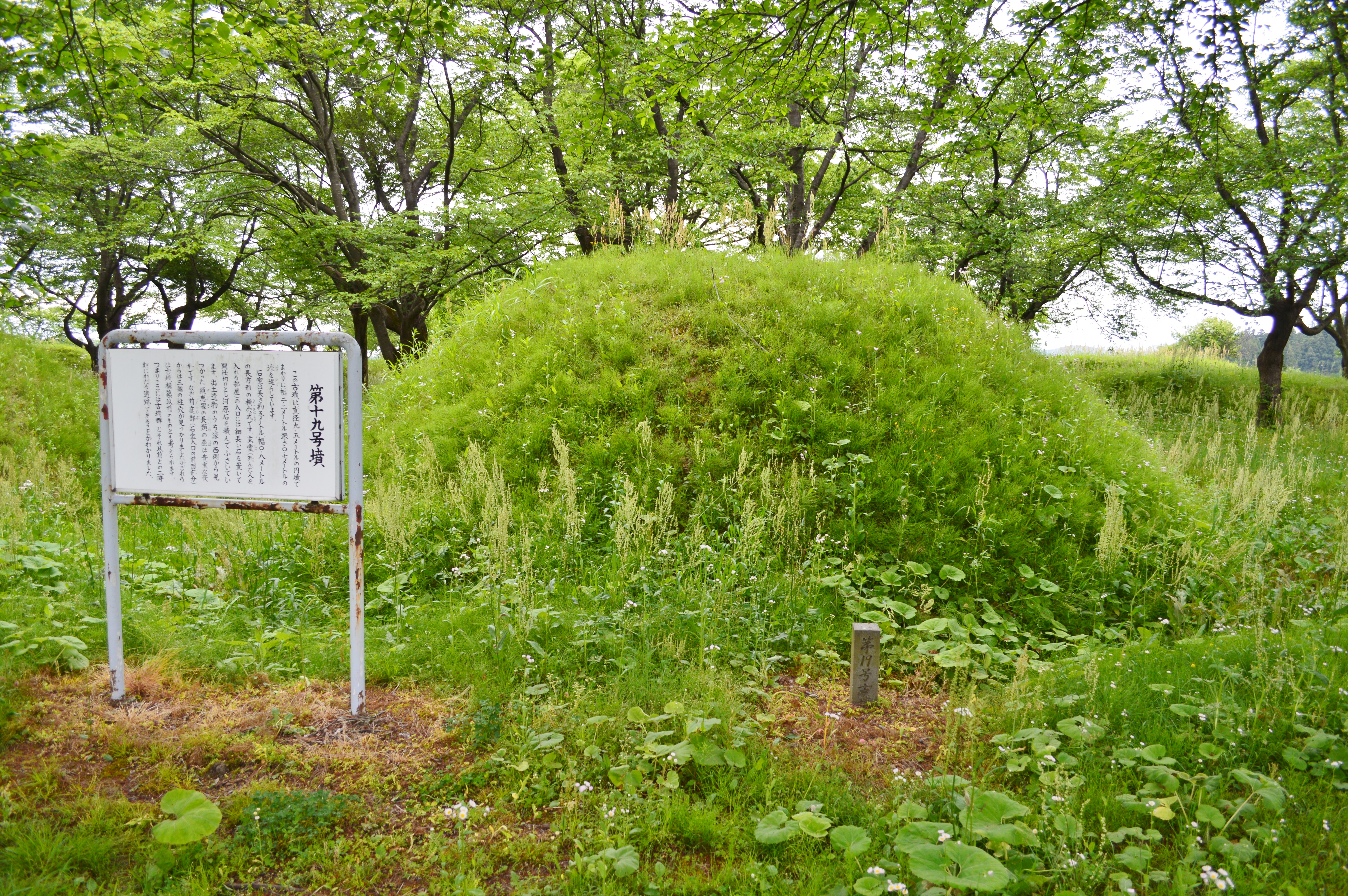
19号墳
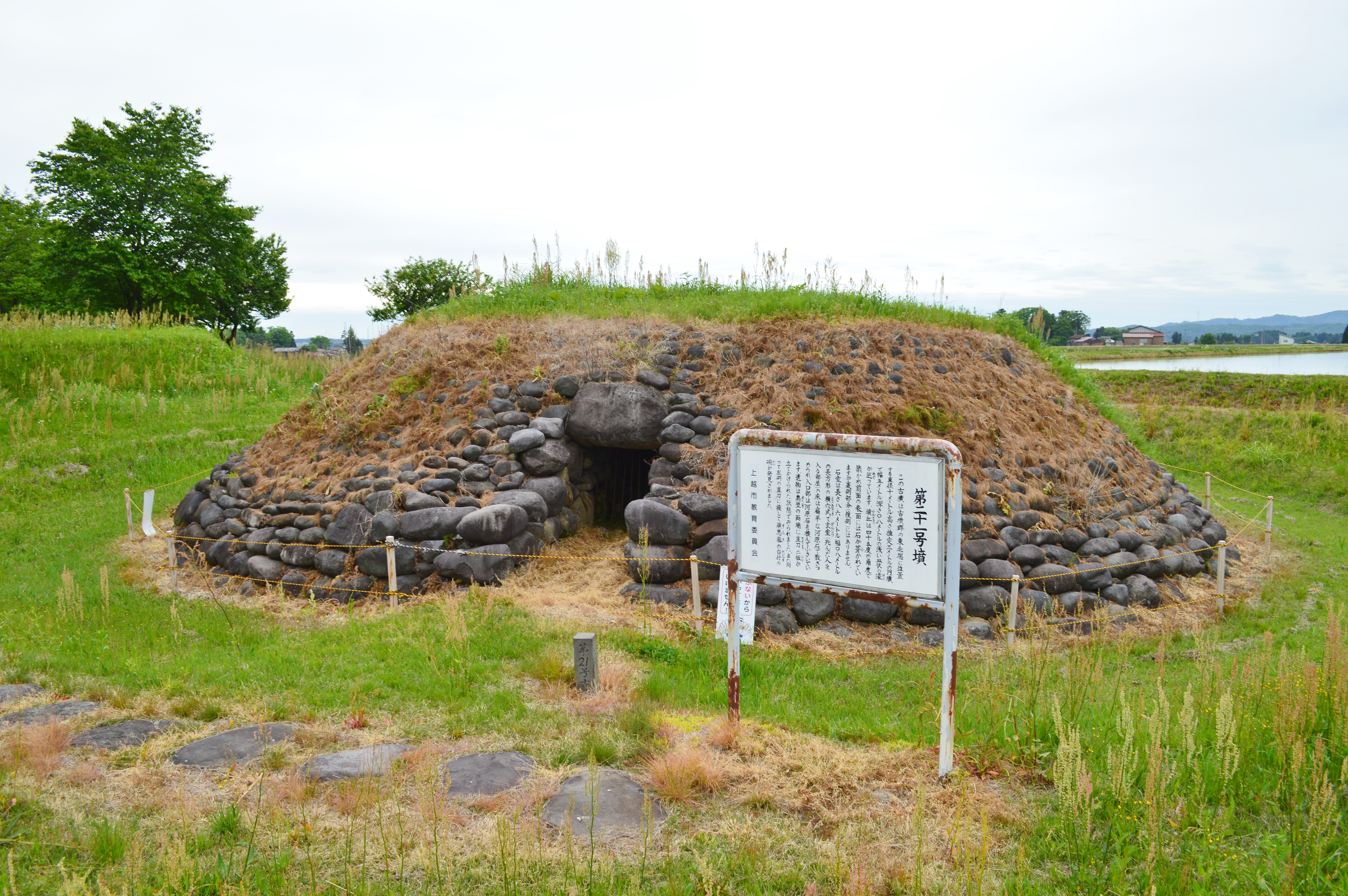
21号墳
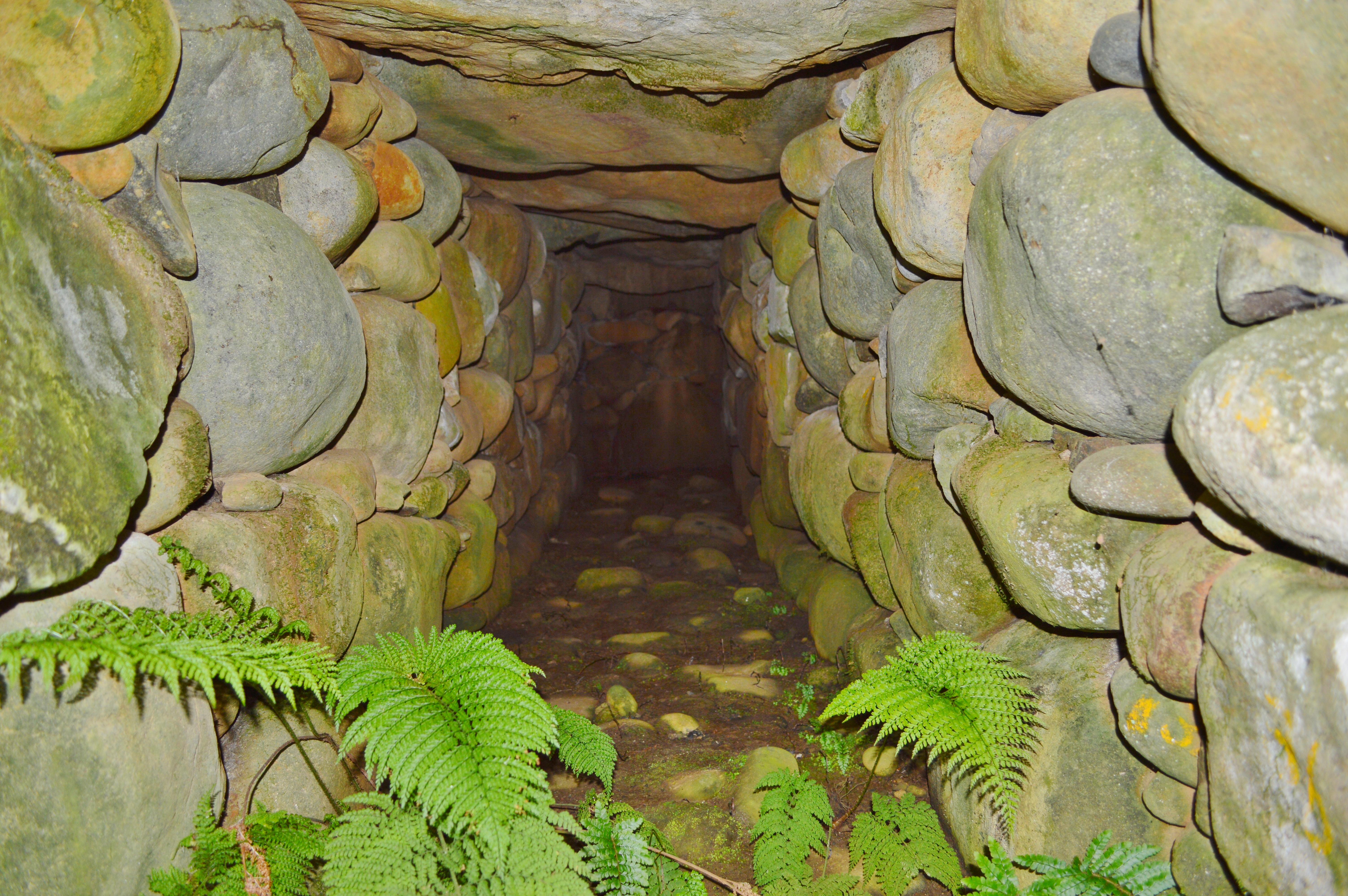
21号墳 石室
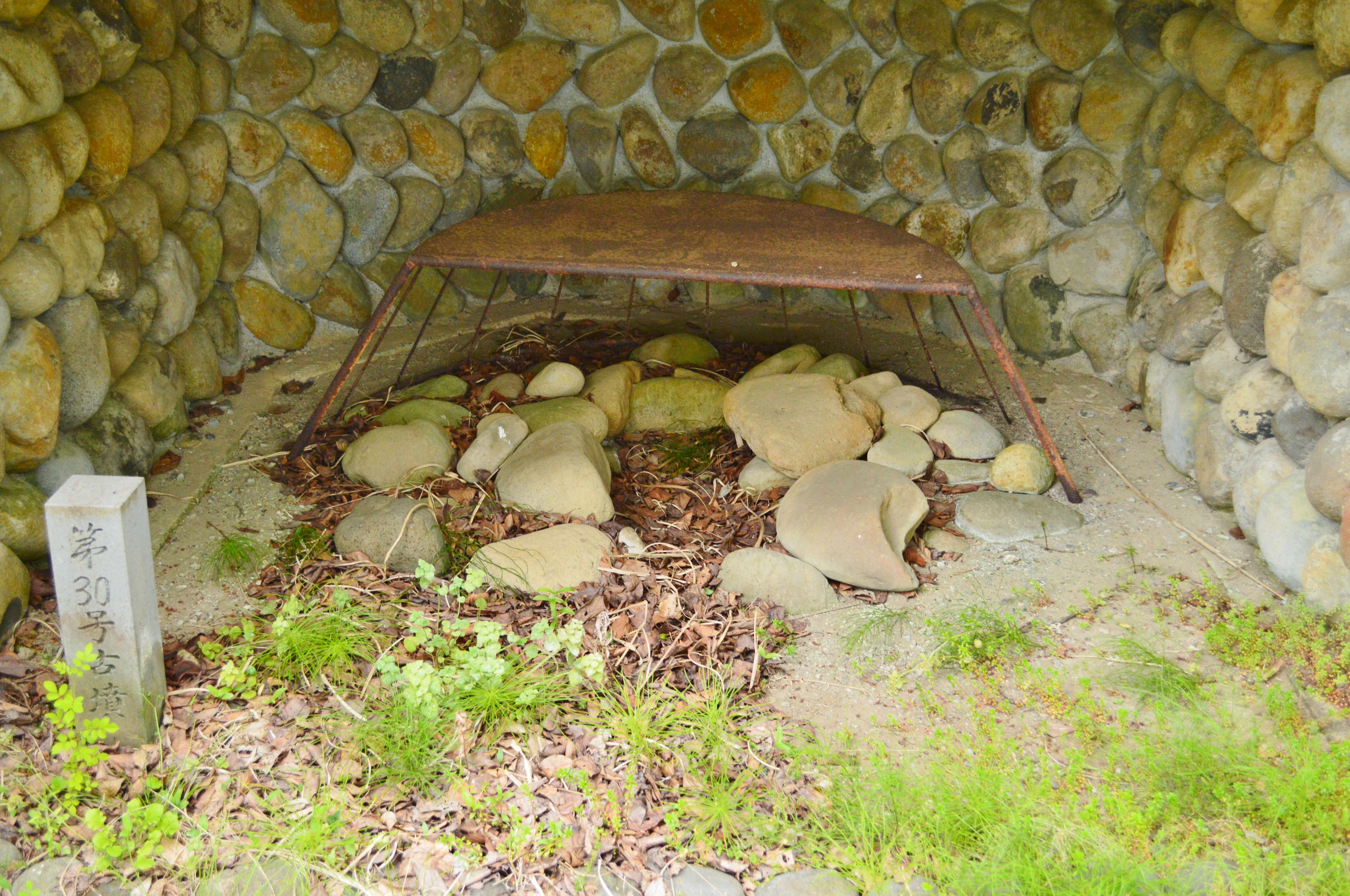
30号墳 石室 極小石室。
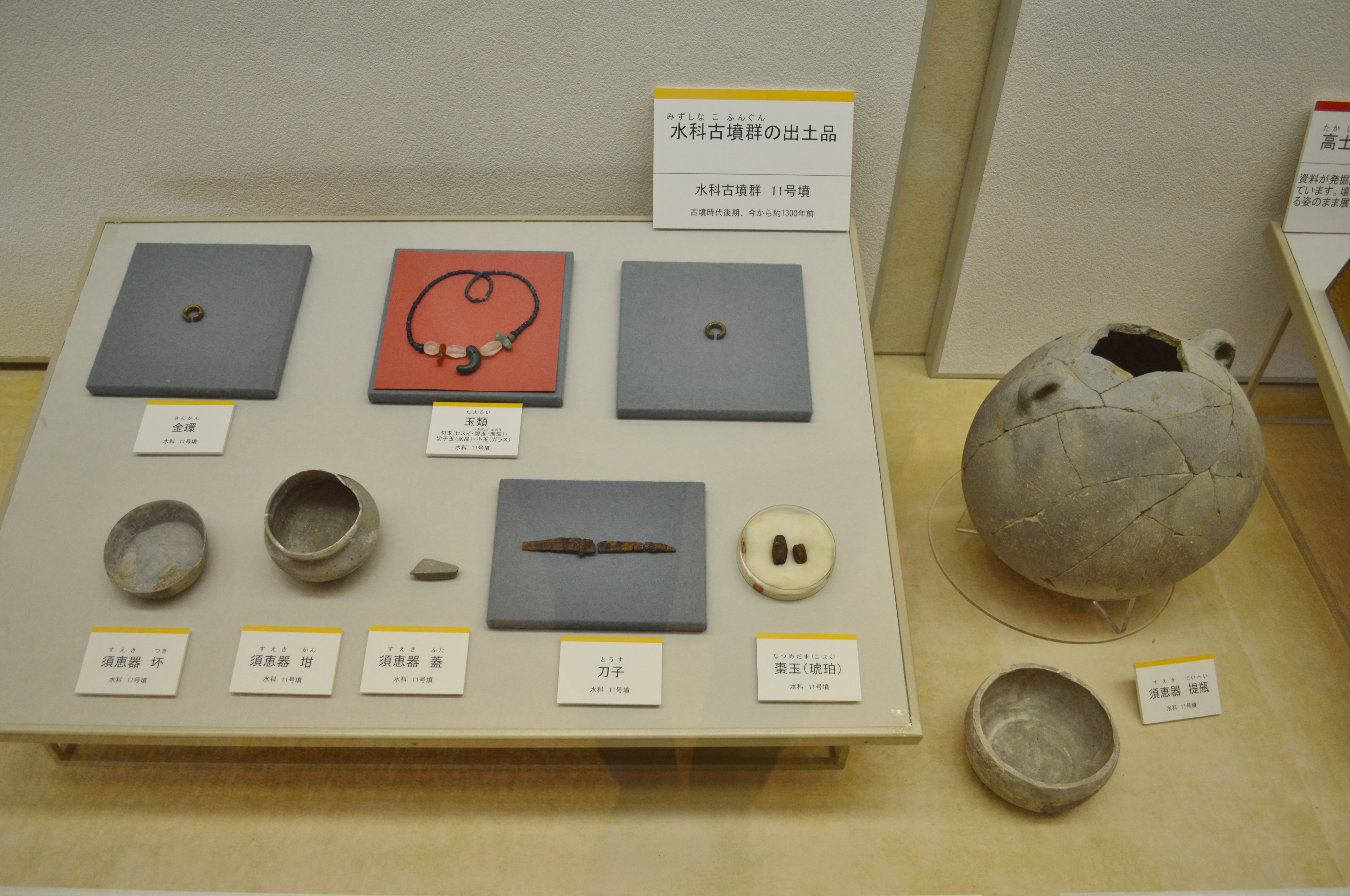
11号墳出土品 牧歴史民俗資料館展示。
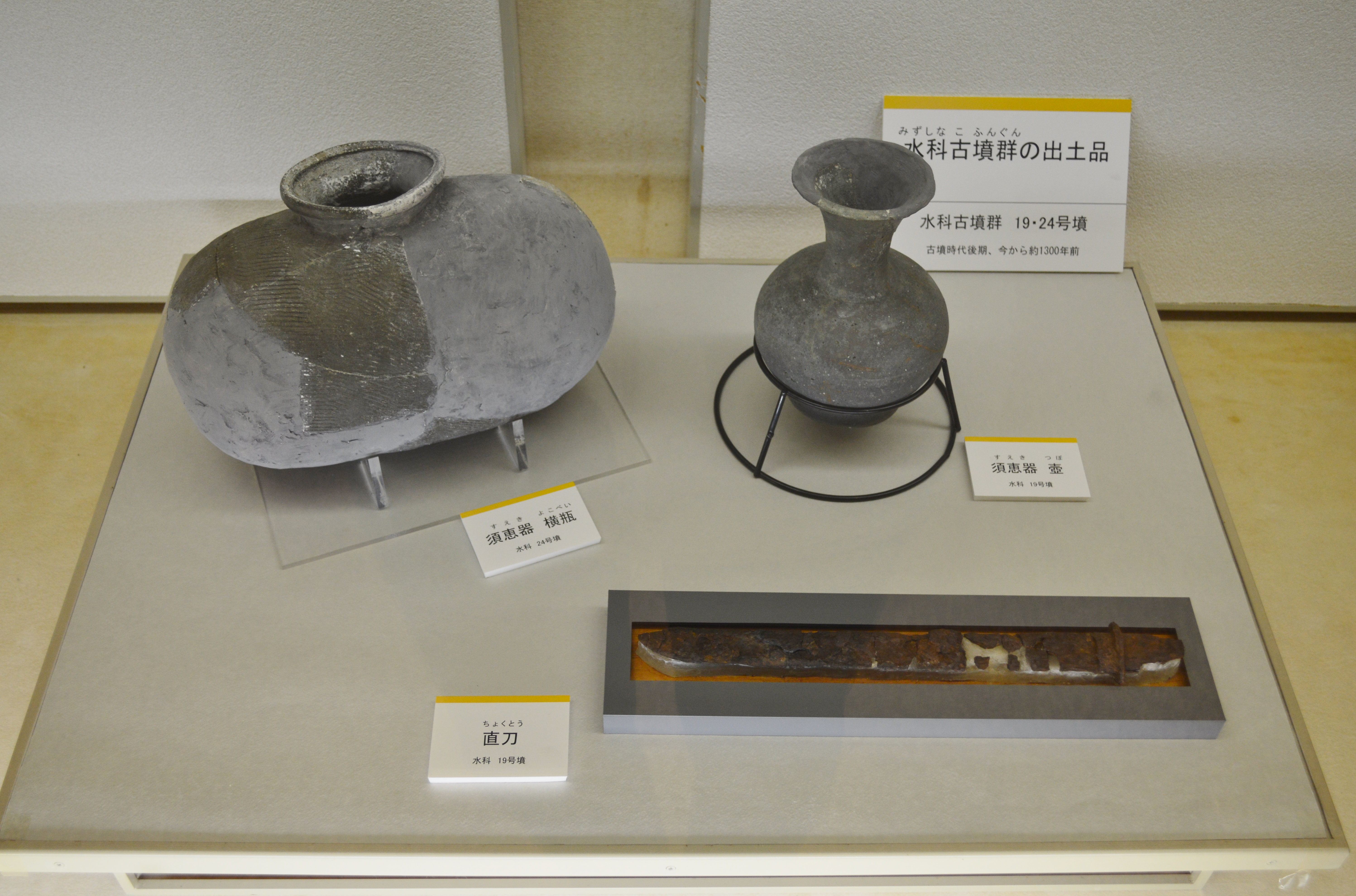
19・24号墳出土品 牧歴史民俗資料館展示。
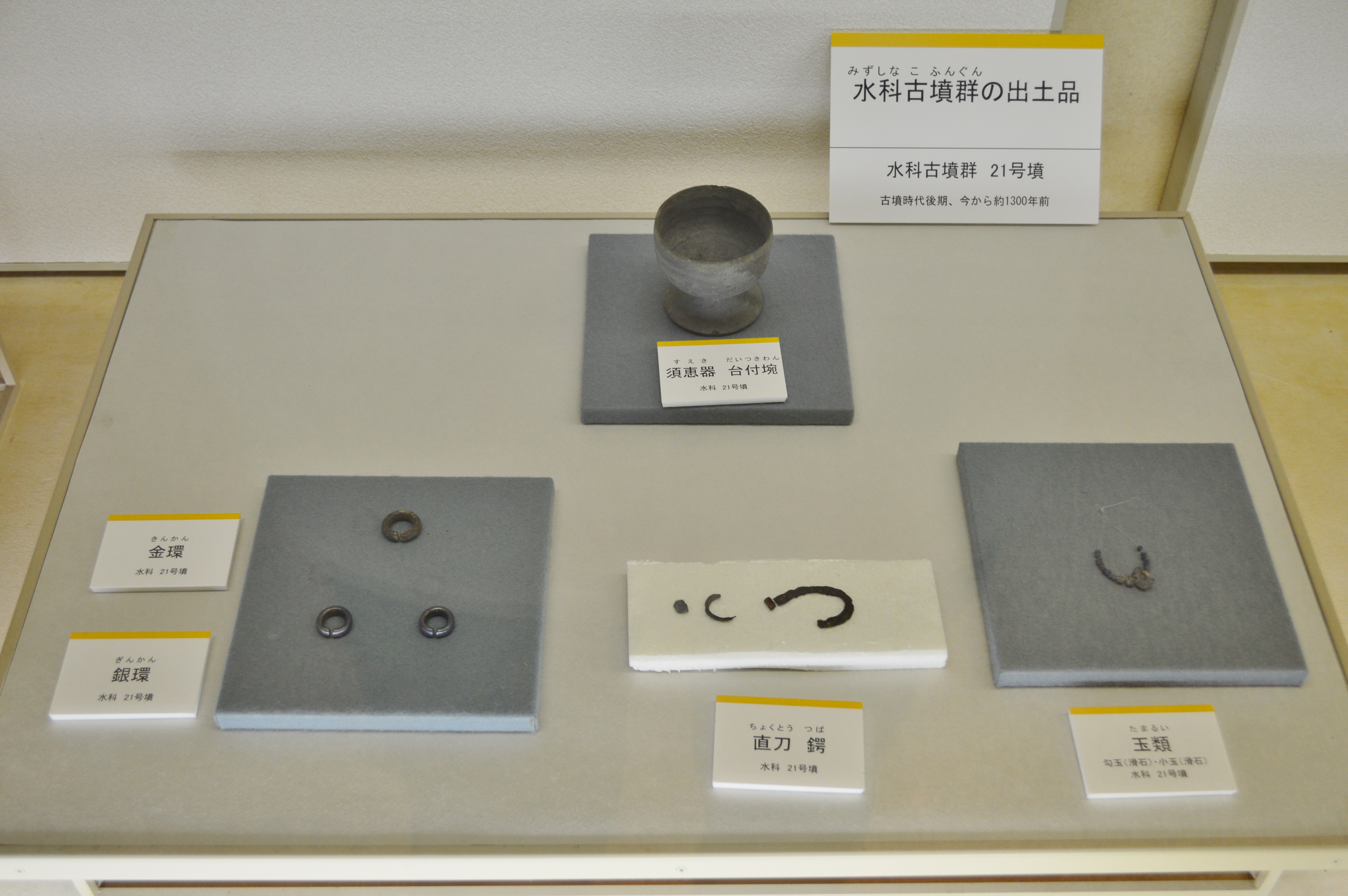
21号墳出土品 牧歴史民俗資料館展示。
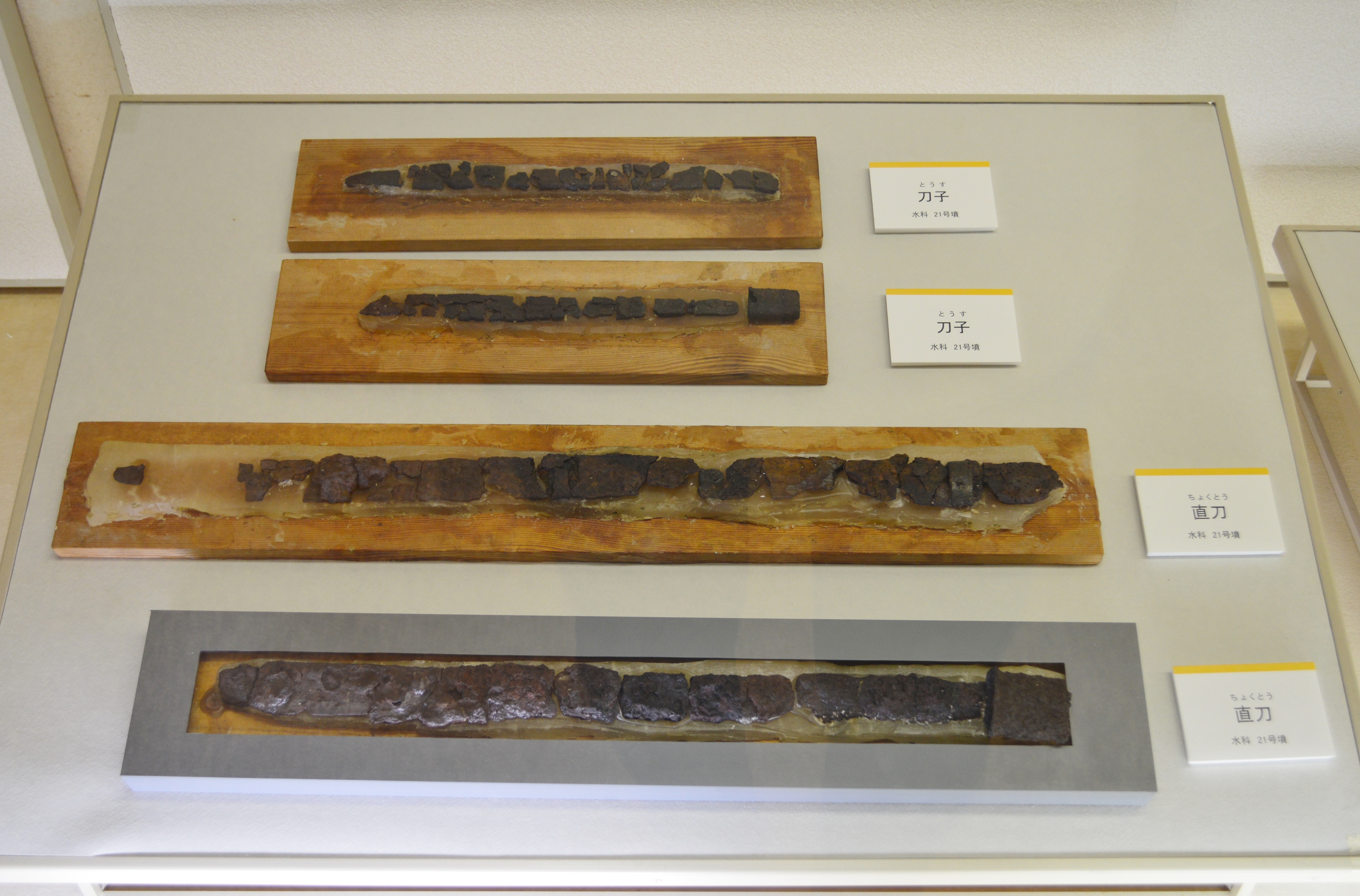
21号墳出土品 牧歴史民俗資料館展示。